# Hrabstwo Bullock

Piramida wieku hrabstwa

Hrabstwo Bullock – hrabstwo w stanie Alabama w USA. Populacja liczy 10 914 mieszkańców (stan według spisu z 2010 roku).
Powierzchnia hrabstwa to 1621 km². Gęstość zaludnienia wynosi nieco ponad 6,5 osoby/km².

## Miasta
- Midway
- Union Springs

## CDP
- Fitzpatrick